# 神話ポンチ
『神話ポンチ』（しんわポンチ）は、桂明日香による日本の漫画作品。スクウェア・エニックスの『ヤングガンガン』で2009年8号から2010年13号まで連載された。

## 登場人物
- 有形 梯守（ありかた でいご）
- アテナ/神山 知恵（かみやま ちえ）
- 辺部 空子（へんべ そらこ）
- アルテミス/神山 月子（かみやま つきこ）
- ヘルメス/神山 道之（かみやま みちゆき）
- アポロン